# Сады Саллюстия

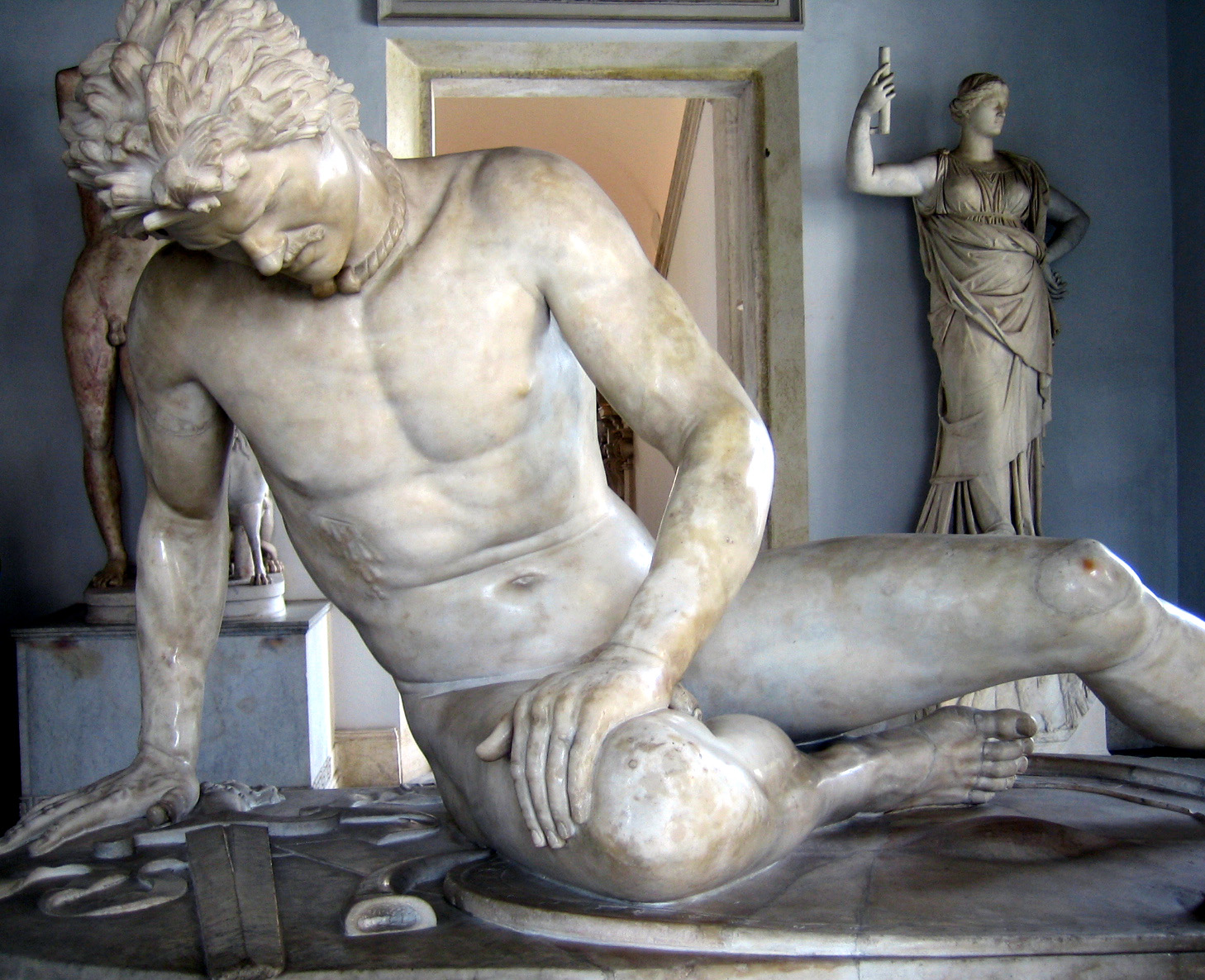
Умирающий галл. Ок. 220 г. до н. э. Мрамор. Капитолийские музеи, Рим. Скульптура, найденная на территории садов

Сады Саллюстия (лат. Horti Sallustiani) — некогда роскошные сады в Древнем Риме, которые ранее принадлежали римскому историку Саллюстию.
Сады в форме стадиона или ипподрома располагались за городской стеной перед Коллинскими воротами на севере города у подножия Квиринала. Саллюстий стал владельцем участка Гая Юлия Цезаря после того, как тот был убит.
На территории садов находился храм Венеры, обелиск Саллюстия, многочисленные статуи, которые вошли в собрание Людовизи (например, Трон Людовизи). После Саллюстия сады принадлежали различным римским императорам. Самые обширные руины на территории садов относятся к дворцу Адриана (в настоящее время на 14 метров ниже уровня почвы).